# Molnár Péter (operatőr)
Molnár Péter (Budapest, 1954. december 17.)  tv- operatőr

## Életpályája
1970–1976 között a Magyar Televízió segédoperatőre volt. 1976–1981 között a moszkvai Filmművészeti Főiskola (VGIK)hallgatója, film és tv-operatőri diplomát szerzett 1981-ben. 1981-1991 a Magyar Televízió Operatőri Osztályán forgató operatőrként és vezető operatőrként  dolgozott az összes tv-műfajban. A 80-as évek második felében expedíciós dokumentum filmeket rendezett és fényképezett (Kína, Egyiptom).
1991-től szabadúszó operatőr. 1997-2005 között az RTL Klub, 1998–2006 között a Duna Televízió külsős munkatársa és számos külföldi tv-társaságnak dolgozik (BBC, ZDF, NRK, stb).
2006 óta a Magyar Televízió belsős munkatársa, majd az utód cégnél, az MTVA  Alkotói Irodán dolgozik operatőri státuszban 2017-ig, nyugdíjazásáig. Jelenleg ia aktív, az Antenna Hungária Médiának dolgozik az élő közvetítéseken. A Magyar Operatőrök Társaságának (H.S.C.) alapító tagja.

## Filmjei

### Operatőrként és rendezőként
- Magyar tájak, ism.sor, (1973-1991) MTV
- Somogyország , 20' dok.film, R: Herczenik Miklós, 35 mm.(1980.) Éptek st.
- Hotel Soray, 20' rövid- játékfilm, R: Jacques Debs, 35mm (1981) Diplomafilm, VGIK.filmstúdió
- A játék, 25' rövid-jf., R:Seregi Zoltán, 16mm (1985) MTV-FMS
- Évmilliók emlékei 175' dok.sor R.: Sors Tamás, Szerk,: Dr. Juhász Árpád (1986) MTV
- Kőrösi Csoma Testamentuma, 50' dok.f. (rendező-op), 16mm,(1987) MTV
- Stúdió '88- a moszkvai avantgarde, 50' dok.f.(rendező-op.), videó,(1988) MTV
- A fáraó írnoka, 50', dok.f., (rendező-op),16mm. (1989) MTV-ZDF
- A túlélés művészete-Koptok, 30' dok.f., R: Ravasz Ákos, op: Abonyi Antal és M.P., 16mm (1990) ZDF-MTV
- A világ metrói-Tokió, 50' dok.f., (rendező-op.), videó (1991) MTV
- A fehér elefánt birodalmában, 30' (rendező-op.), videó (1993) MTV
- U.N.P.O.- a világ kisebbségei, 30' dok.f. (rendező-op) (1995), MTV
- Udvara van a holdnak, 50' tv-film, R: Csányi Miklós (1996)
- Négyszázezer nap, 7x25' dok.f.sor. (rendező-op.) 1996. MTV
- Reményik, 50' dok.-játékf., R: Cselényi László, (1997), Duna TV
- Minoritates Mundi, 50x40' dok.f. sor., R:Cselényi László,(1998-2001), Duna TV
- Főtér, ism.sor, (1999-2010), MTV
- Erdély kertjei, 30' dok.f., R: Cselényi László, (2000), Duna TV
- A Teller, 2x50' dok.f., R:Cselényi László,(2001), Duna TV-Voxtrade st.
- Én száz évre tervezek-60 év 70 percben, dok.f., R: Cselényi László és M.P. (2002) Voxtrade st.
- Egyiptom szerelmese, 50' dok.f., R: Cselényi László és M.P. (2003) Voxtrade st.
- A csodarabbik nyomában I-II.2x50' dok.-jf., R: Eichner András, (2004-2005), Metropolis st.
- Az élet menete, 50' dok.f., R: Fazekas Lajos, (2005), Voxtrade st.
- The monster amonge us 50' dok.f. R: Allen Mondell (társoperatőr), 2006. Mediaproject, Dallas
- Vizuális hangjegyek, 54' dok.f. (rendező-op.), 2008. MPMFilm
- Az én Moszkvám, 40', dok.f., R: Pataki Éva, Op: Jancsó Nyika, (forgatókönyv író: M.P.) 2010. Duna TV
- Cigány Pasztoráció I-II., 2x25' dok.f., R: Szekeres Csaba,(2011), MTVA